# Дан независности (Јерменија)
Дан независности Јерменије (јерменски: Հայաստանի Անկախության օրը) је главни државни празник у Јерменији. Обележава се 21. септембра.

## Историја
Врховни савет је 23. августа 1990. усвојио Декларацију о државном суверенитету Јерменије којом се проглашава укидање Јерменске ССР и успостављање Републике Јерменије. Јерменија је одбила да потпише Уговор о новој унији  Након неуспелог августовског пуча, народ Јерменије је на референдуму гласао за проглашење независности од Совјетског Савеза 21. септембра 1991. године. Левон Тер-Петросјан је изабран за првог председника Јерменије у новембру 1991. године. 21. децембра 1991. Јерменија се придружила Заједници независних држава (ЗНД). Јерменија је формално стекла независност 26. децембра у вези са распадом СССР-а.
Ово је друго проглашење независности у модерној јерменској историји, а прво се догодило 28. маја 1918. године, што је довело до формирања Прве републике Јерменије. Ова Прва јерменска република је била кратког века због поделе од стране Руске Совјетске Федеративне Социјалистичке Републике и турских националистичких снага крајем 1920.
На Дан независности се одржава и организује:
- Свечана додела националних награда од стране председника Јерменије за одавање почасти војним ветеранима и заслужним грађанима.
- Историјски догађаји одржани у основним и средњим школама у Јерменији.
- Специјални програми у циљу одавања почасти догађајима из историје Јерменије.
- Изложба оружаних снага за јавност.
- Концерти на јавним трговима у Јеревану.

Током церемоније у част Дана града Гјумрија, јерменски премијер Никол Пашињан најавио је нову традицију одржавања националних прослава у различитим деловима земље, почевши од Гјумрија 2019. Током 2020. године одржана је ревидирана церемонија у Парку победе у Јеревену, током које су ловци Сухој Су-30 извели прелет у формацији, изнад вечног пламена у парку у Јеревану.

### Војна парада поводом Дана независности
Војне параде поводом прослављања независности Јерменије одржане су на Тргу Републике у Јеревану 1992, 1996, 1999, 2006, 2011. и 2016. године.

### Прославе у дијаспори
Прославе Дана независности се такође одржавају у земљама дијаспоре као што су Русија, Либан и Сједињене Америчке Државе. Конкретно у Сједињеним Америчким Државама, јерменско-америчке омладинске организације на овај дан одржавају скупове и културне програме. Фестивал за Дан независности Јерменије у Малој Јерменији у Лос Анђелесу основан је 1998. године и привукао је око 5.000 гледалаца на Дан независности. Премијер Пашињан је 2019. године посетио град током прославе Дана независности, прве посете те врсте. На празник 2020. године, звезда певача Армана Хованисијана постављена је на Булевару славних у Лас Вегасу. Исте године у Либану је Арам I (поглавар Католикосата Велике куће Киликије ) предводио литургију и церемонијални благослов заставе у Антелији. На празник 2020. године, градоначелница Вашингтона, Мјуриел Баузер, прогласила је 21. септембар „Даном независности Јерменије“ у главном граду САД.

## Галерија
- Током параде 2006.